# 美紋棘眼天竺鯛
美紋棘眼天竺鯛（學名：Pristiapogon abrogramma），又稱美紋天竺鯛，為輻鰭魚綱鈎頭魚目天竺鯛科的其中一個種。

## 分布
本魚分布於馬爾地夫及印尼海域，深度15至40公尺。

## 特徵
本魚體延長而側扁，眼大，口大略下位。魚體呈銀白色，背部為淺棕色，體側有一條在穿過眼中央並延伸至尾柄處的深色縱紋。各鰭透明，背鰭硬棘8、背鰭軟條9枚、臀鰭硬棘2枚、臀鰭軟條8枚，體長可達9.5公分。

## 生態
本魚棲息於礁區，屬肉食性，以底棲性甲殼類為食。繁殖期時，雄魚具有口孵習性，卵約7日化成仔魚，由雄魚吐出，具短暫的仔魚飄浮期。

## 經濟利用
不具任何經濟價值。